# Najasa
Najasa – miasto na Kubie, w prowincji Camagüey. W 2004 r. miasto to zamieszkiwało 16 470 osób.